# Тимонино (Гребовский сельский округ)
Тимонино — деревня в Некрасовском районе Ярославской области. Входит в состав сельского поселения Красный Профинтерн.

## География
Находится в восточной части Ярославской области на расстоянии приблизительно 10 км на северо-запад по прямой от административного центра района поселка Некрасовское в левобережной части района.

## История
В 1859 году здесь (деревня Даниловского уезда Ярославской губернии) было учтено 12 дворов.

## Население
Численность населения: 87 человек (1859 год), 5 (русские 100 %) в 2002 году, 4 в 2010.